# Hecto-
Hecto (símbol h) és un prefix del Sistema Internacional que indica un factor de 10², o 100.
Adoptat el 1795, prové del grec ἑκατόν (hekatón), que significa cent.
Per exemple;
1 hectàrea = 1 ha = 100 àrees = 1 hm²
1 hectòmetre = 1 hm = 100 metres
1 hectogram = 1 hg = 100 grams
1 hectolitre = 1 hl = 100 litres